# Au am Leithaberge
Au am Leithaberge è un comune austriaco di 934 abitanti nel distretto di Bruck an der Leitha, in Bassa Austria; ha lo status di comune mercato (Marktgemeinde).